# Carabus elegans
Espèce
Carabus elegans est une espèce de coléoptères, de la famille des carabidés. Selon Thomas Marsham, dans son livre Coleoptera Britannica paru en 1802,l'espèce ressemble à Carabus cupreus (Poecilus cupreus), espèce elle-même décrite d'un spécimen dans un musée.

## Synonymie
Selon CatalogueofLife, le nom Carabus elegans a été employé par de nombreux auteurs pour désigner des espèces ou sous-espèces en synonymie:
- Carabus elegans Faz, 1925, un synonyme de Ceroglossus buqueti lepidus  Kraatz-Koschlau, 1891
- Carabus elegans (Kwon & Lee, 1984, un synonyme de Carabus jankowskii obtusipennis (Ishikawa & Kim, 1983)
- Carabus elegans Dalla Torre, 1877, un synonyme de Carabus scheidleri scheidleri  Panzer, 1799
- Carabus elegans A.Fleischer, 1925, un synonyme de Carabus scheidleri scheidleri Panzer, 1799
- Carabus elegans Olivier, 1795, un synonyme de Lebia elegans Gory, 1833
- Carabus elegans Fabricius, 1801, un synonyme de Catascopus elegans (Weber, 1801)